# Мансфилд (Великобритания)
Ма́нсфилд (англ. Mansfield) — старинный город в графстве Ноттингемшир, Англия. Расположен на реке Мэн (англ.), которая и дала название городу, близ Ноттингема и Шеффилда. Население около 70 000 человек, вместе с пригородами — 160 000.

## История
Мансфилд расположен на реке Мэн (Maun), которая дала ему своё имя, которое значит «Поле возле реки Мэн». Мансфилд — город, существующий чуть ли не с того времени, когда большая часть Британии была кельтской. В эпоху германских завоеваний, когда на благодатную землю Альбиона хлынули саксы, англы, юты и прочие германские племена, создавшие множество маленьких воинственных королевств, владыки одного из них, Мерсии, сделали Мансфилд своей временной резиденцией.
В 1227 году король Генрих III даровал Мансфилду Рыночную хартию, сделав его центром местной торговли, а ровно через 110 лет город получил право на проведение ярмарки. Знаменитая ярмарка под открытым небом, одна из самых крупных в стране, до сих пор проводится здесь и пользуется большим успехом.

## Города-побратимы
- Мансфилд (Массачусетс), США
- Мансфилд (Огайо), США
- Мансфилдтаун, Ирландия
- Реутов, Россия[уточнить]
- Стрый, Украина
- Хайлигенхаус, Германия

## Футбольный клуб
- Мансфилд Таун

## Знаменитые уроженцы
- Уильям Мартин (1767—1810) — натуралист
- Ава Далуш (р. 1989) — порнозвезда